# Štefan Kociper
Štefan Kociper, slovenski politik, poslanec in sociolog, * 24. december 1952.

## Življenjepis
Leta 1992 je bil izvoljen v 1. državni zbor Republike Slovenije; v tem mandatu je bil član naslednjih delovnih teles:
- Odbor za zdravstvo, delo, družino in socialno politiko (predsednik),
- Komisija za volitve, imenovanja in administrativne zadeve in
- Odbor za kulturo, šolstvo in šport.